# آبراهام عدن
آبراهام عدن (انگلیسی: Avraham Adan; ۵ اکتبر ۱۹۲۶ – ۲۸ سپتامبر ۲۰۱۲) یا آوراهام ادان سرلشکر نیروهای دفاعی اسرائیل بود، که در فاصله سال‌های ۱۹۷۳ تا ۱۹۷۴ به‌عنوان فرمانده ستاد فرماندهی جنوبی اسرائیل فعالیت می‌کرد.
عدن فعالیت نظامی را در سال ۱۹۴۳ در پالماخ آغاز کرد و پس از شکل‌گیری نیروهای دفاعی اسرائیل از سال ۱۹۴۸ فعالیت خود را در این سازمان ادامه داد.
وی از ۱۹۶۱ تا ۱۹۶۳ فرمانده تیپ ۷ زرهی هاتیفا شیوا بود، در فاصله سال‌های ۱۹۶۲ تا ۱۹۶۴ فرماندهی مدرسه زرهی را برعهده داشت، از ۱۹۶۴ تا ۱۹۶۶ به‌عنوان جانشین فرمانده سپاه زرهی اسرائیل فعالیت می‌کرد و از ۱۹۶۹ تا ۱۹۷۱ فرمانده سپاه زرهی اسرائیل بود.
او از ۱۹۷۲ تا ۱۹۷۳ فرماندهی لشکر ۱۶۲ زرهی هاپلادا را برعهده داشت و در فاصله سال‌های ۱۹۷۴ تا ۱۹۷۷ به‌عنوان وابسته نظامی اسرائیل در آمریکا فعالیت می‌کرد.